# Koreaner in Frankreich
Die Koreaner in Frankreich sind aus Korea stammende Menschen, welche in Frankreich leben. Es handelt sich um eine Gruppe der koreanischen Diaspora.

## Geschichte
Die ersten koreanischen Migranten kamen 1919 nach Frankreich, als die französische Regierung an 35 Koreaner Gastarbeitervisa vergab. 1988 waren es noch 3318, aber nach einer Politik der Öffnung in Südkorea wuchs die koreanische Gemeinde in Frankreich stark. Im Jahr 2000 wahren es schon 10.265 Koreaner, die in Frankreich lebten. Die meisten von ihnen sind Studenten und leben nur einige Jahre in Frankreich.
Eine kleine Minderheit von ihnen sind nordkoreanische Flüchtlinge, die meisten Koreaner in Frankreich sind aus Südkorea.

## Berühmte Personen
- Chung Myung-whun (* 1953), Dirigent und Pianist
- Fleur Pellerin (* 1973), Politikerin